# Buffels River (Nordkap)
Der Buffels River (afrikaans Buffelsrivier) im Distrikt Namakwa  der südafrikanischen Provinz Northern Cape  ist ein in großen zeitlichen Abständen episodisch fließendes Gewässer, dessen Verlauf in der Landschaft überwiegend als Trockenbett mit Grundwasserführung in Erscheinung tritt. Der Mündungsbereich liegt am Atlantischen Ozean nahe der Ortschaft Kleinzee.

## Beschreibung
Der Buffels River hat zwei Quellflüsse mit eigenen Namen. Das sind der Brak River und der Riembreek River. Mit dem Zusammenfluss beider Wasserläufe (Trockentäler) wird der weitere Verlauf mit Buffels River bezeichnet. Die Quellflüsse entspringen im Bergland östlich von Kamassies und im Umfeld der Farm Nourivier.
Der Oberlauf mit mehreren episodisch abkommenden Zuflüssen liegt im Bereich des westlichen Abhangs des Namaqualand-Plateaus. Die Täler haben sich in die Höhenstufe eingeschnitten. Der Brak River und der Riembreek River bilden in diesem Gebirgsland zusammen den Buffels River. Das Flussbett besitzt nur nach sehr starken Niederschlagsmengen eine oberirdische Wasserführung. Sein Einzugsgebiet liegt nach der in Anspruch genommenen Fläche an achter Stelle im Kapland.
Der Mündungsbereich nahe der Ortschaft Kleinzee bildete einst einen Ästuar mit einer Fläche von 95 Hektar und ist bis auf einen Restsee mit Süßwasser ausgetrocknet. Die Mündung ist durch eine Sandbank (Barre) vom Atlantik getrennt und wird nur sehr selten vom Meerwasser überspült. Die Küstendünen erreichen hier eine Höhe von bis zu 9 Metern und das Gelände fällt zum Landesinnern zunächst leicht ab.
Die Wasserführung des Buffels River ist sehr unregelmäßig und tritt meist in größeren zeitlichen Abständen ein. Seit 1925 ist die Hochwasserverlaufsgeschichte des Flusses durch eine Abnahme des Ausmaßes und der Häufigkeit extremer Überschwemmungen geprägt, wobei die Hochwasserabflüsse im Zeitraum von 1500 bis 1921 fünfmal größer gewesen sein sollen als die größten ermittelten Überschwemmungen im Zeitraum von 1965 bis 2006. Forschungsergebnisse für den untersten Einzugsabschnitt deuten darauf hin, dass es im Juni 1920 sowie im Juni und Juli 1924 erhebliche Überschwemmungen gab, und wahrscheinlich kleine Überschwemmungen im August 1938 und Juli 1951.
Bis 2011 kontrollierte der Bergbaukonzern De Beers das Ästuar des Buffels River, weil sie hier eine der einst bedeutendsten Diamantlagerstätten Südafrikas befindet. Beiderseits des Ästuars haben die vergangenen Bergbauaktivitäten die Landschaft erheblich verändert und dadurch die natürliche Ästhetik der natürlichen Mündungszone reduziert. Von der Mündung bis mindestens 5 Kilometer landeinwärts wird das Nordufer des Flusses von Bergbauhalden flankiert. In Regenperioden sind die Böden dieser Zone besonders erosionsanfällig. Dadurch kann das sonst trockene Flussbett eingespült werden und sich dessen Morphologie verändern.
Der Golfplatz in Kleinzee wurde in der Mündungsaue des Flusses angelegt, was mit allen seinen Anlagen einen erheblichen Eingriff in das hydrologische System bewirkte. Da zur Bewässerung des Rasens Grauwasser aus dem Ort benutzt wird, hat sich die Vegetationsgesellschaft verändert und in der Folge ein Röhrichtgürtel ausgebildet, der die letzten vorhandenen Freiwasserräume verringerte.
Der Namaqua-Nationalpark und das Goegap Nature Reserve liegen teilweise im Einzugsgebiet des Buffels River. Nach ihrer naturräumlichen Lage gehören sie zum halbwüstenartigen Biom der Sukkulentenkaroo. Dieses Gebiet weist die im weltweiten Vergleich höchste Artenvielfalt an sukkulenten Pflanzen in ariden Arealen auf.

## Nebenflüsse
Die Nebenflüsse sind wegen den in seinem Einzugsgebiet herrschenden ariden Verhältnissen ebenso episodisch abkommende Wasserläufe, die sich in der Landschaft als Trockentäler abzeichnen.
Zu den wichtigsten tributär verlaufenden Wasserläufen bzw. Trockentälern zählen:
- Brak River (rechts)
- Riembreek River
- Drodaprivier (rechts)
- Wolwepoort (links)
- Stryrivier (rechts)
- Skaaprivier (rechts), Quellgebiet südlich von Steinkopf

## Wassernutzung

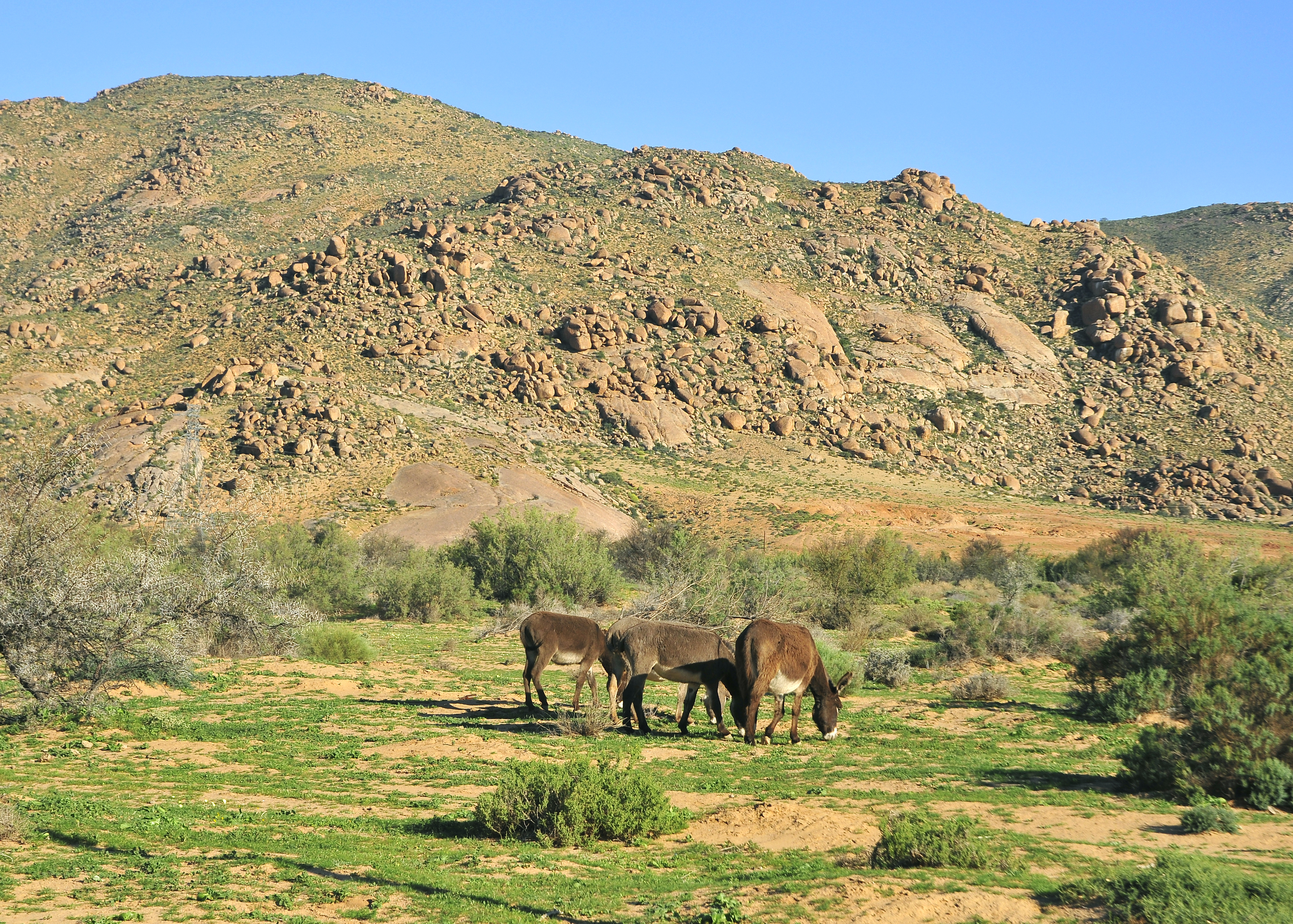
Landschaft am Mittellauf

Trotz des Trockenbettes führt der Flussverlauf eine beachtliche Menge Grundwasser, das von Anrainern intensiv in Anspruch genommen wurde und wird. Zu den Hauptnutzern gehören Unternehmen des Kupfer- und Diamantbergbaus im mittleren unteren Abschnitt. Der Ort Kleinzee wird mittels Grundwasser durch eine Entnahmestelle etwa 10 Kilometer oberhalb seines Mündungsbereiches versorgt.
Im Mittellauf des Buffels River besteht eine starke Grundwasserführung. Hier hatte man eine Pumpe installiert, womit Wasser aus dem Grundwasserspeicher entnommen und über eine Pipeline in das 27 Kilometer entfernte Kupferbergbaugebiet von Okiep und Nababeep transferiert wurde. In diesem Talabschnitt wird durch die vorteilhaften Grundwasserverhältnisse auch Landwirtschaft betrieben.